# Wilhelm Ackermann
Wilhelm Ackermann (Schönebecke, 1896. március 29. – Lüdenscheid, 1962. december 24.) német matematikus.
Göttingenben David Hilbert tanítványa volt, és a róla elnevezett Ackermann-függvény nyomán vált híressé.
1929 és 1948 között Burgsteinfurtban (Steinfurt része), majd Lüdenscheidban tanított 1961-ig. A Göttingeni Tudományos Akadémia levelező tagja volt. David Hilberttel közösen adta ki 1928-ban a Grundzüge der theoretischen Logik (Az elméleti logika alapjai) című könyvet. Ezenkívül a predikátumlogika eldöntési problémája, az elemi számelmélet ellentmondásmentessége, illetve a halmazelmélet foglalkoztatta. 1956-ban dolgozta ki és publikálta az ún. Ackermann-halmazelméletet.